# Beludzsisztáni államszövetség
A Beludzsisztáni államszövetség (Urdu: بلوچستان ریاستی اتحاد) Pakisztán egy közigazgatási divíziója volt, ami 1952. október 3. és 1955. október 14. között létezett Pakisztán délnyugati részében. Négy hercegi államból alakították ki, mégpedig Kalat, Karán, Lasz Bela és Makrán. Fővárosa Kalat város volt.
Az államszövetség területe nagyjából a mai Beludzsisztán délnyugati felét tette ki. Az államszövetségnek a Beludzsisztáni főbiztos tartománya, amely tőle északkeletre terült el, nem volt része. Az államszövetséghez Gvadár városa sem tartozott, amely az Ománi szultanátus része volt. A négy állam uralkodója megőrizte hivatalát és függetlenségét.

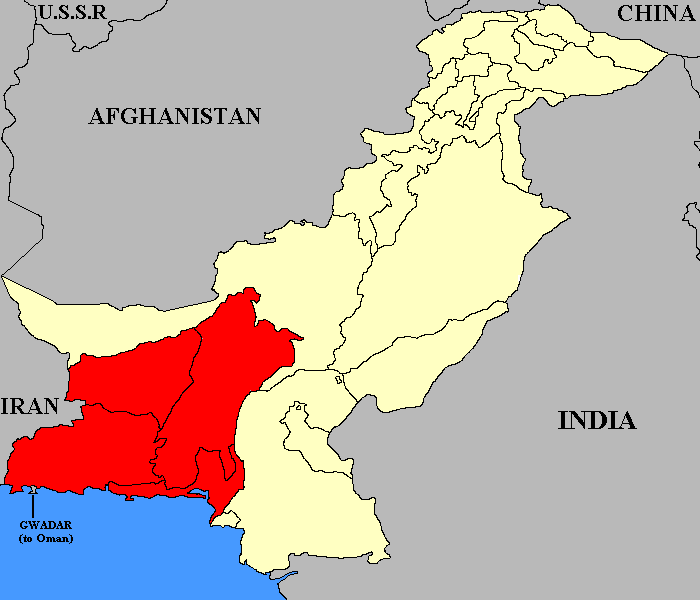
A Beludzsisztáni államszövetség Pakisztán térképén pirossal

A BÁSZ a négy állam 1948-as Pakisztáni domíniumhoz való csatlakozása után keletkezett. A terület az államszövetség felbomlása után a Kalati divízió része lett. Az államszövetség első vezetője a kalati Mir Ahmed Jár lett, Kalat kánja. A legfőbb kormányzó szerve az Uralkodók Tanácsa volt, amelybe Kalat kánja, Lasz Bela dzsamja, valamint Karán és Makrán navábjai tartoztak. Főbb kérdésekben a határozatot a dzsirga vagy nemesi tanács hozhatta, amelynek az államszövetség minden nemese, szardárja tagja volt.

## Fordítás
Ez a szócikk részben vagy egészben  a   Baluchistan States Union című angol Wikipédia-szócikk fordításán alapul.  Az eredeti cikk szerkesztőit annak laptörténete sorolja fel. Ez a jelzés csupán a megfogalmazás eredetét és a szerzői jogokat jelzi, nem szolgál a cikkben szereplő információk forrásmegjelöléseként.